# Kleinhoff Hotel
Kleinhoff Hotel è un film del 1977 sugli anni di piombo, diretto da Carlo Lizzani e girato a Berlino. 

## Trama
Pascale è una bella e ricca signora francese sposata con un architetto, entrambi spesso in giro per il mondo per motivi di lavoro e per questo lontani l'uno dall'altra. 
 Proprio in una di queste circostanze, Pascale perde il suo aereo per Londra ed è costretta a rimanere a Berlino. Sceglie di pernottare al Kleinhoff Hotel, dove anni prima aveva alloggiato quand'era studentessa. 
 La stanza accanto alla sua è occupata da Alex, un giovane terrorista latitante che adesso si fa chiamare Karl, braccato dalla polizia tedesca e incaricato dal suo gruppo di eliminare Pedro, un presunto traditore. 
 Pascale lo spia attraverso l'intercapedine di una porta comunicante tra le due stanze adiacenti: il giovane estremista la incuriosisce e la eccitano irresistibilmente i rapporti sessuali tra Alex e Petra, la sua ex ragazza, diventata prostituta e tossicodipendente. 
 La curiosità e l'attrazione per Alex diventa talmente morbosa e irrefrenabile che Pascale rinuncia alla partenza per Londra pur di pedinare il giovane terrorista. È così che finisce per essere coinvolta in una retata della polizia mentre, seguendo Alex, si trova in un locale frequentato da estremisti e sprovvista di documenti. 
 Rilasciata, fa ritorno al Kleinhoff Hotel, dove avvicina Karl con il pretesto d'informarlo dell'arresto di Petra: la loro relazione sarà immediata e passionale.

## Produzione
Quando il film uscì nelle sale, Corinne Cléry, protagonista di scene di sesso esplicite con Bruce Robinson, fece causa alle compagnie di produzione e distribuzione, perché ritirassero la frase pubblicitaria del film che diceva "Vedrete in edizione integrale l'atto sessuale non simulato", lamentandosi che quelle parole avevano danneggiato la sua vita professionale e privata. Le due società controbatterono dicendo che "Nell'ambito del cinema porno è ridicolo che ci si preoccupi di simili particolari" e presentando al giudice alcune sequenze fotografiche del film dove si vede inequivocabilmente "l'inizio dell'atto sessuale, con tanto di introduzione."

## Critica
All'uscita il film ha avuto scarso successo di critica.
(Tullio Kezich)
Altrettanto negativo il giudizio di Giovanni Grazzini:
()
Riscoperto di recente è stato solo parzialmente rivalutato. Per Marco Giusti è:
()
Ma per Nocturno, che pur ne ha pubblicato il DVD:
(Corrado Colombo)
E per Alberto Pezzotta:
()